# Världsmästerskapen i bågskytte 1997
Världsmästerskapen i bågskytte 1997 arrangerades i Victoria, British Columbia i Kanada mellan 19 och 23 juli 1997.

## Medaljsummering

### Recurve
| Event                          | Guld                                          | Silver                                                   | Brons                                                         |
| Herrarnas individuella tävling | Kim Kyung-Ho (KOR)                            | Christophe Peignois (BEL)                                | Jang Yong-Ho (KOR)                                            |
| Damernas individuella tävling  | Kim Du-Ri (KOR)                               | Cornelia Pfohl (GER)                                     | Kim Jo-Sun (KOR)                                              |
| Herrarnas lag                  | Sydkorea Kim Kyung-Ho Jang Yong-Ho Kim Bo-Ram | Norge Martinus Grov Bård Nesteng H. Håkonsen             | Ryssland Baljinima Tsyrempilov Dmitri Palttjech Juri Leontiev |
| Damernas lag                   | Sydkorea Kim Du-Ri Kim Jo-Sun Kang Hyun-Ji    | Ukraina Jelena Sadovnittjaja Herasimenko Tatiana Muntain | Turkiet Deniz Gunay Zehra Oktem Elif Altınkaynak              |

### Compound
| Event                          | Guld                                                      | Silver                                               | Brons                                                      |
| Herrarnas individuella tävling | Dee Wilde (USA)                                           | Terry Ragsdale (USA)                                 | Clint Freeman (AUS)                                        |
| Damernas individuella tävling  | Fabiola Palazzini (ITA)                                   | Catherine Pellen (FRA)                               | Jamie van Natta (USA)                                      |
| Herrarnas lag                  | Ungern Tibor Ondrik Antal Szokol Janos Povaszan           | Spanien Juan B. Sancho Jose I. Catalan Antonio Cerra | Kanada J.C. Lacerte Brian Bagnall Andy Fochuk              |
| Damernas lag                   | Italien Fabiola Palazzini Serena Pisaro Cristina Pernazza | USA Jamie van Natta Tara Swanney Michelle Ragsdale   | Frankrike Catherine Pellen Valerie Fabre Catherine Deburck |

### Medaljtabell
| Pl. | Nation     | Guld | Silver | Brons | Totalt |
| --- | ---------- | ---- | ------ | ----- | ------ |
| 1   | Sydkorea   | 4    | -      | 2     | 6      |
| 2   | Italien    | 2    | -      | -     | 2      |
| 3   | USA        | 1    | 2      | 1     | 4      |
| 4   | Ungern     | 1    | -      | -     | 1      |
| 5   | Frankrike  | -    | 1      | 1     | 2      |
| 6   | Belgien    | -    | 1      | -     | 1      |
| 6   | Tyskland   | -    | 1      | -     | 1      |
| 6   | Norge      | -    | 1      | -     | 1      |
| 6   | Spanien    | -    | 1      | -     | 1      |
| 6   | Ukraina    | -    | 1      | -     | 1      |
| 11  | Australien | -    | -      | 1     | 1      |
| 11  | Kanada     | -    | -      | 1     | 1      |
| 11  | Ryssland   | -    | -      | 1     | 1      |
| 11  | Turkiet    | -    | -      | 1     | 1      |